# (3594) Scotti
(3594) Scotti (1983 CN) – planetoida z pasa głównego asteroid okrążająca Słońce w ciągu 4,04 lat w średniej odległości 2,53 j.a. Odkrył ją Edward Bowell 11 lutego 1983 roku.